# Mertensia macdougalii
Mertensia macdougalii är en strävbladig växtart som beskrevs av A. A. Heller. Mertensia macdougalii ingår i släktet fjärvor, och familjen strävbladiga växter. Inga underarter finns listade i Catalogue of Life.